# ویلیام جنینگز برایان
ویلیام جنینگز برایان (انگلیسی: William Jennings Bryan؛ زاده ۱۹ مارس ۱۸۶۰ درگذشته ۲۶ ژوئیهٔ ۱۹۲۵) یک سیاست‌مدار اهل ایالات متحده آمریکا بود.